# Tropodiaptomus ctenopus
Tropodiaptomus ctenopus là một loài giáp xác trong họ Diaptomidae